# Lijst van voetbalinterlands Pakistan - Sri Lanka
Deze lijst van voetbalinterlands is een overzicht van alle officiële voetbalinterlands tussen de nationale teams van Pakistan en Sri Lanka (tot 1972 Ceylon). De landen hebben tot op heden negentien keer tegen elkaar gespeeld. De eerste ontmoeting, een vriendschappelijke wedstrijd, werd gespeeld in Colombo op 1 december 1952. Het laatste duel, een groepswedstrijd tijdens de Zuid-Azië Cup 2009, vond plaats op 4 december 2009 in Dhaka (Bangladesh).

## Wedstrijden
| №  | Plaats     | Datum             | Competitie                          | Wedstrijd            | Uitslag |
| -- | ---------- | ----------------- | ----------------------------------- | -------------------- | ------- |
| 1  | Colombo    | 1 december 1952   | Vriendschappelijk                   | Ceylon − Pakistan    | 0 − 2   |
| 2  | Rangoon    | 2 november 1953   | Vriendschappelijk                   | Ceylon − Pakistan    | 0 − 6   |
| 3  | Calcutta   | 25 december 1954  | Vriendschappelijk                   | Pakistan − Ceylon    | 2 − 1   |
| 4  | Dhaka      | 21 december 1955  | Vriendschappelijk                   | Pakistan − Ceylon    | 2 − 1   |
| 5  | Lahore     | 18 juli 1993      | Zuid-Azië Cup 1993                  | Pakistan − Sri Lanka | 0 − 4   |
| 6  | Dhaka      | 20 december 1993  | Zuid-Aziatische Spelen 1993         | Sri Lanka − Pakistan | 2 − 1   |
| 7  | Kathmandu  | 6 september 1997  | Zuid-Azië Cup 1997                  | Sri Lanka − Pakistan | 2 − 0   |
| 8  | Kathmandu  | 13 september 1997 | Zuid-Azië Cup 1997                  | Sri Lanka − Pakistan | 0 − 1   |
| 9  | Beiroet    | 17 mei 2001       | WK 2002 kwalificatie                | Sri Lanka − Pakistan | 3 − 3   |
| 10 | Bangkok    | 30 mei 2001       | WK 2002 kwalificatie                | Sri Lanka − Pakistan | 3 − 1   |
| 11 | Colombo    | 17 maart 2002     | Vriendschappelijk                   | Sri Lanka − Pakistan | 1 − 1   |
| 12 | Kurunegala | 19 maart 2002     | Vriendschappelijk                   | Sri Lanka − Pakistan | 0 − 0   |
| 13 | Colombo    | 23 maart 2002     | Vriendschappelijk                   | Sri Lanka − Pakistan | 1 − 0   |
| 14 | Kalutara   | 25 maart 2002     | Vriendschappelijk                   | Sri Lanka − Pakistan | 2 − 1   |
| 15 | Dhaka      | 12 januari 2003   | Zuid-Azië Cup 2003                  | Pakistan − Sri Lanka | 2 − 1   |
| 16 | Karachi    | 7 december 2005   | Zuid-Azië Cup 2005                  | Pakistan − Sri Lanka | 1 − 0   |
| 17 | Taipei     | 4 april 2008      | AFC Challenge Cup 2008 kwalificatie | Pakistan − Sri Lanka | 1 − 7   |
| 18 | Colombo    | 8 april 2009      | AFC Challenge Cup 2010 kwalificatie | Sri Lanka − Pakistan | 2 − 2   |
| 19 | Dhaka      | 4 december 2009   | Zuid-Azië Cup 2009                  | Sri Lanka − Pakistan | 1 − 0   |

## Samenvatting
| Competitie                     | Totaal gespeeld | Winst Pakistan | Gelijk | Winst Sri Lanka | Doelsaldo Pakistan – Sri Lanka |
| ------------------------------ | --------------- | -------------- | ------ | --------------- | ------------------------------ |
| WK-kwalificatie                | 2               | 0              | 1      | 1               | 4 − 6                          |
| AFC Challenge Cup-kwalificatie | 2               | 0              | 1      | 1               | 3 − 9                          |
| Zuid-Azië Cup                  | 6               | 3              | 0      | 3               | 4 − 8                          |
| Zuid-Aziatische Spelen         | 1               | 0              | 0      | 1               | 1 − 2                          |
| Vriendschappelijk              | 8               | 4              | 2      | 2               | 14 − 6                         |
| Totaal                         | 19              | 7              | 4      | 8               | 26 − 31                        |

PFF · A-Internationals · Olympisch elftal · Pakistaans vrouwenelftal
1950 – 1959 · 
1960 – 1969 · 
1970 – 1979 · 
1980 – 1989 · 
1990 – 1999 · 
2000 – 2009 · 
2010 – 2019 ·
2020 − 2029
Afghanistan ·
Bahrein ·
Bangladesh ·
Bhutan ·
Brunei ·
Cambodja ·
China ·
Djibouti ·
Filipijnen ·
Guam ·
India ·
Indonesië ·
Irak ·
Iran ·
Israël ·
Japan ·
Jemen ·
Jordanië ·
Kazachstan ·
Kenia ·
Kirgizië ·
Koeweit ·
Libanon ·
Macau ·
Malediven ·
Maleisië ·
Mauritius ·
Myanmar ·
Nepal ·
Noord-Korea ·
Oman ·
Palestina ·
Qatar ·
Saoedi-Arabië ·
Singapore ·
Sri Lanka ·
Syrië ·
Tadzjikistan ·
Taiwan ·
Thailand ·
Turkije ·
Turkmenistan ·
Verenigde Arabische Emiraten ·
Zuid-Korea ·
Zuid-Vietnam
FSL ·
A-internationals ·
Sri Lankaans vrouwenelftal
Afghanistan ·
Bahrein ·
Bangladesh ·
Bhutan ·
Brunei ·
Cambodja ·
China ·
DDR ·
Filipijnen ·
Guam ·
Hongkong ·
India ·
Indonesië ·
Irak ·
Iran ·
Japan ·
Jemen ·
Jordanië ·
Kirgizië ·
Laos ·
Libanon ·
Macau ·
Malediven ·
Maleisië ·
Mongolië ·
Myanmar ·
Nepal ·
Noord-Korea ·
Oezbekistan ·
Oman ·
Pakistan ·
Palestina ·
Papoea-Nieuw-Guinea ·
Qatar ·
Saoedi-Arabië ·
Seychellen ·
Singapore ·
Soedan ·
Syrië ·
Tadzjikistan ·
Taiwan ·
Thailand ·
Turkmenistan ·
Verenigde Arabische Emiraten ·
Vietnam ·
Zuid-Korea